# Boiga multomaculata
Espèce
Synonymes
- Dipsas multomaculata Boie, 1827

Boiga multomaculata  est une espèce de serpents de la famille des Colubridae.
On l'appelle en Thaïlande งูแม่ตะงาวรังนก (ngu mae ta ngaw rang nok).
C'est une couleuvre venimeuse mais elle est considérée comme non dangereuse pour l'homme (aucun cas de décès n'a été enregistré).

## Répartition
Cette espèce se rencontre en Birmanie, au Bangladesh, au Cambodge, dans le sud de la Chine (y compris à Hong Kong et Hainan), en Inde (dans les États d'Assam, Arunachal Pradesh et Nagaland), en Indonésie, au Laos, dans l'ouest de la Malaisie, à Singapour, en Thaïlande et au Viêt Nam.

## Description

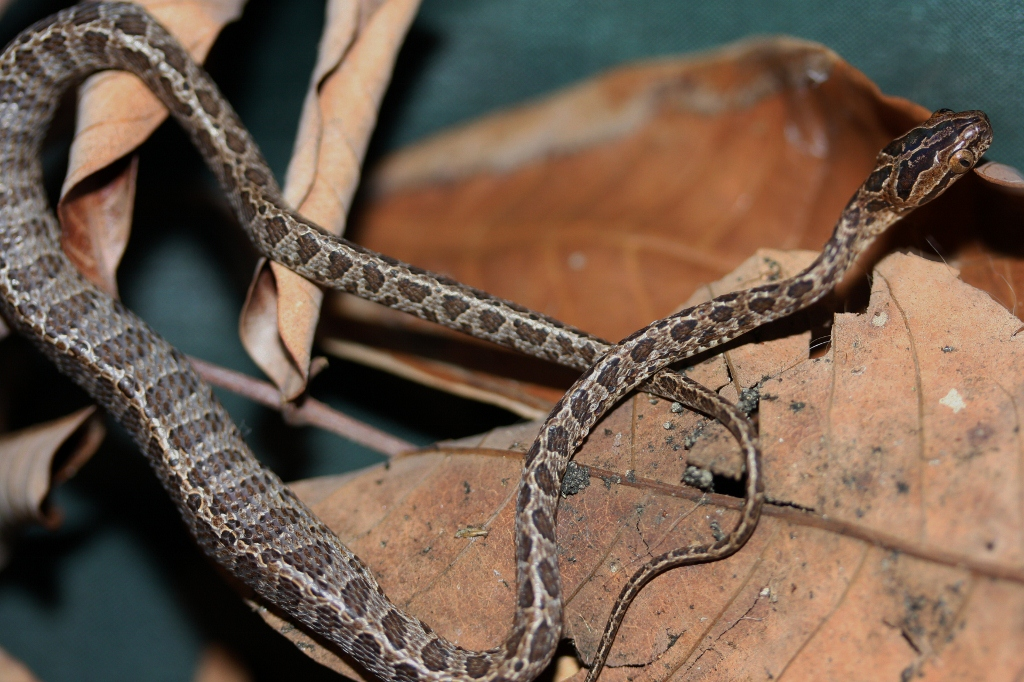

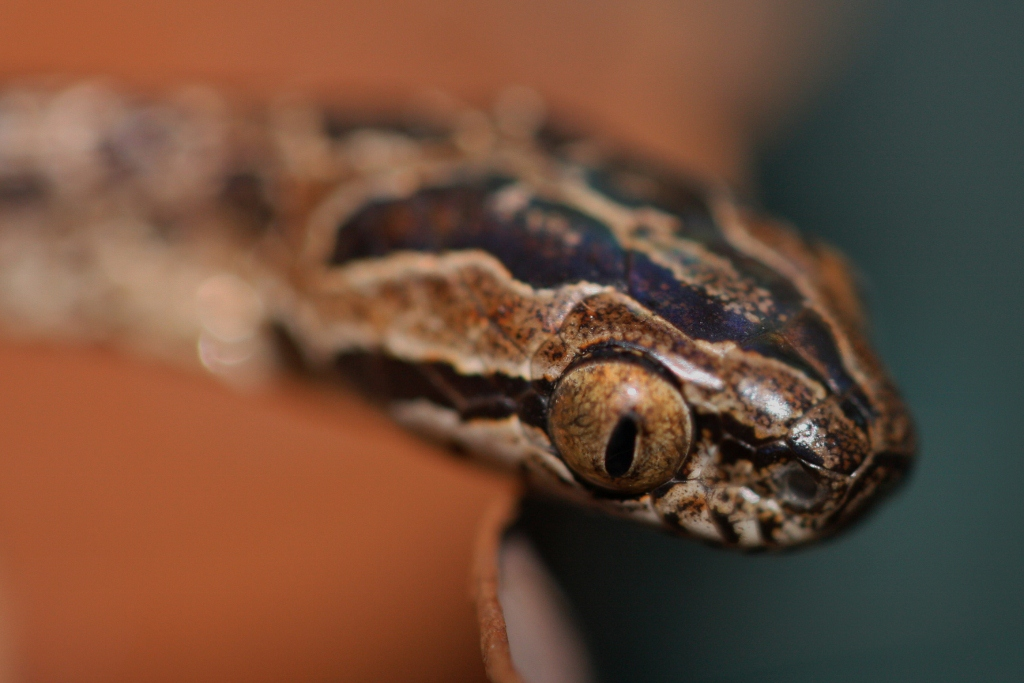

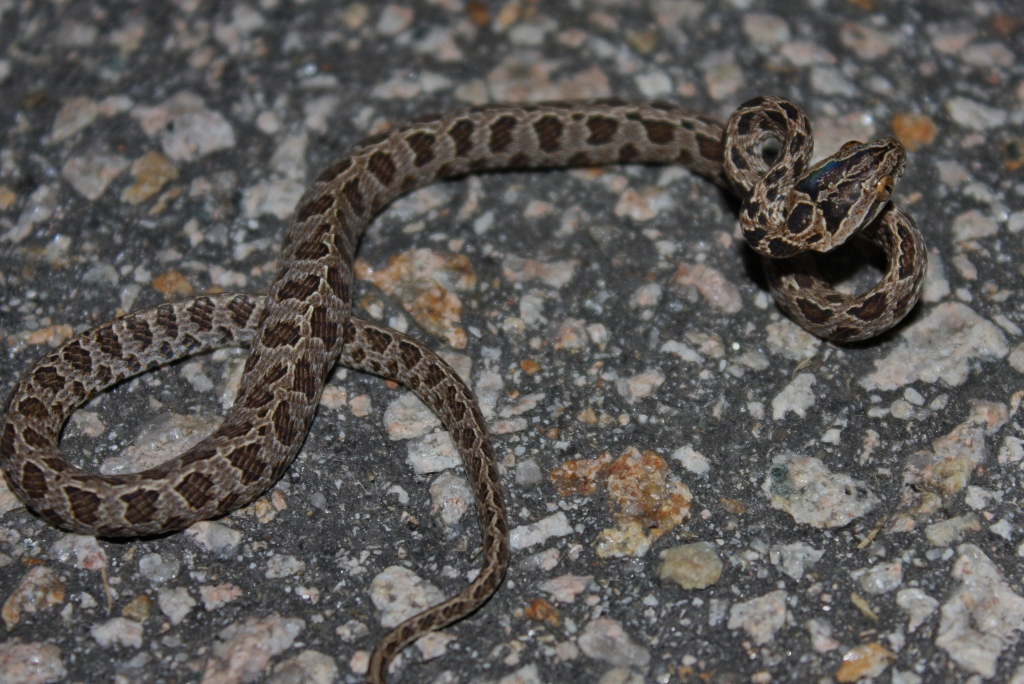

Boiga multomaculata présente une coloration dorsale grisâtre avec des rayures transversales noires et, plus ou moins visibles, des taches blanchâtres le long de la ligne vertébrale. Son ventre est tacheté de brun foncé ou de noir. Le spécimen décrit par Boulenger mesurait 875 mm dont 180 mm pour la queue.
Il s'agit d'une espèce essentiellement nocturne.

## Nutrition
Cette couleuvre se nourrit de lézards tels les geckos et d’œufs de lézards.

## Publication originale
- Boie, 1827 : Bemerkungen über Merrem's Versuch eines Systems der Amphibien, 1. Lieferung: Ophidier. Isis von Oken, Jena, vol. 20, p. 508-566 (texte intégral)